# Taisuke
Taisuke（たいすけ、1990年8月3日 - ）は、日本のブレイクダンスダンサー（B-boy）。長崎県出身。本名は野中泰輔。

## 概要
日本のThe Floorriorz、ALL AREA、Cool Crew、海外のMighty Zulu Kingz、Redbull BC ONE Allstarsというチームに所属している。
8歳からブレイクダンスを始め、"Cool Crew Jrとパパ"というチームを結成。初の大会である「RAVE2001」でオーディエンス賞を獲得、その名前を全国に知らしめた。
ダンス歴わずか1年で、日本で一番大きな大会と言われている「JAPAN DANCE DELIGHT」で特別賞を受賞、翌年には準優勝を果たした。11歳の頃には、世界で最も大きなブレイクダンスの世界大会「Battle of the Year 2001」に日本代表チーム"TEAM OHH"として参戦し、準優勝の栄冠を勝ち取っている。
その後、数々の大会やテレビ番組などにゲストとして多数出演し、現在のキッズダンスシーンの立役者にもなった。
2007年に単身で上京し、数々のBATTLEイベントで好成績を収める。同年9月に行われた世界最高峰のソロBATTLEイベントである「Red Bull BC One 2007」の日本代表として参戦、ベスト8という結果に終わる事となる。
しかし、翌年に行われた同大会で、日本人初となる個人での世界大会での準優勝という偉業を成し遂げる。
そして現在、チーム"ALL AREA"のメンバーであり、日本のブレイクダンスシーンに影響を与える程の人物となっている。

## 受賞歴

### 2006年
- 高校生ダンス甲子園 2位

### 2007年
- Red Bull BC One 日本予選 優勝
- UK B-Boy Championships 東京予選 優勝
- Red Bull BC One 2回戦敗退

### 2008年
- UK B-Boy Championships 仙台予選 優勝
- Red Bull Street Battles, Hong Kong
- Red Bull BC One 準優勝
- DANCE＠LIVE BREAK 優勝

### 2009年
- Battle of the Year 2009 JAPAN 優勝
- Battle of the Year 2009 ASIA 優勝＆Best Show (Singapore)
- R-16 優勝＆Best Showcase

### 2010年
- DANCE＠LIVE BREAK 優勝

### 2011年
- R-16 Solo Bboy Battle 優勝
- DANCE＠LIVE BREAK 優勝
- UK B-Boy Championships 東京予選 優勝

### 2012年
- Battle of the Year 2012 JAPAN 優勝
- Battle of the Year 2012 FINAL 準優勝

### 2013年
- Battle of the Year 2013 JAPAN 優勝

## TV出演
- スター☆ドラフト会議（日本テレビ系）- 第一回最強ダンススターGP 初代チャンピオン
- RAVE2001（テレビ東京系）- COOL CREW Jrの一員として
- 少年チャンプル（日本テレビ系）- COOL CREW Jrの一員として
- スーパーチャンプル（日本テレビ系）- COOL CREW Jrの一員として
- ダンス甲子園（2006年8月27日、日本テレビ系）- Cool D Crewの一員として